# Paussus microcephalus
Paussus microcephalus is een keversoort uit de familie van de loopkevers (Carabidae). De wetenschappelijke naam werd gepubliceerd in 1775 door Carl Linnaeus.